# FileMaker
FileMaker (of FileMaker Pro) is een multiplatform relationele databaseapplicatie, die zowel stand-alone als client-server gebruikt kan worden. Het programma wordt sinds 1986 op de markt gebracht door een dochterbedrijf van Apple Inc., eerst genaamd Claris, later FileMaker Inc., voor zowel Mac OS als Windows. Onder de naam ClarisWorks was er rond 1994 nog een huis-tuin-en-keukensuite voor zowel de Mac als voor Windows.
Door middel van de eenvoudige UI zijn zeer snel ingewikkelde applicaties te ontwikkelen, die gebruikmaken van de onderliggende database. FileMaker begon echter als DOS-programma, "Nutshell", ontwikkeld door Nashoba Systems begin van de jaren 1980. Bij de introductie van de Apple Macintosh combineerde Nashoba de data engine met een nieuwe formulier-gebaseerde grafische gebruikersomgeving, die ervoor zorgde dat het programma eenvoudiger te gebruiken was dan de toenmalige DOS-versie. De distributeur, Leading Edge was echter niet geïnteresseerd in het product. Nashoba vond een andere distributeur, vanaf die tijd werd het programma op de Mac-markt gepresenteerd als "FileMaker".
Tijdens de FileMaker DevCon van 6 augustus 2019 heeft het bedrijf FileMaker Inc. aangekondigd verder te gaan als Claris International Inc. Dit is een verwijzing naar de oude naam. Ook het product zelf zal hernoemd worden naar Claris.